# Az élvhajhász
Az élvhajhász (eredeti címe: Love at Large) 1990-ben bemutatott amerikai romantikus bűnügyi film, amelyet Alan Rudolph írt és rendezett. A főbb szerepekben Tom Berenger, Elizabeth Perkins és Anne Archer. 1990. január 27-én mutatták be az Egyesült Államokban. Magyarországon videokazettán jelent meg 1994. július 28-án.

## Történet
Harry Dobbs magándetektív, akit titokzatos és veszélyes hölgyek vesznek körül. Egy nap Miss Dolan felbérli a detektívet, hogy kövesse a szeretőjét, Ricket, aki talán meg akarja ölni. A nyomok két nőhöz vezetik, Mrs Kinghez és Mrs McGraw-hoz, akik ugyanahhoz a férfihoz mentek férjhez. Harry csatlakozik Stella Wynkowski nyomozónőhöz, azonban nem biztos benne, hogy ellene vagy mellette van-e. Harry-nek rá kell ébrednie, hogy rossz embert követ, és hogy őt is üldözőbe vették.

## Szereplők
| Szerep                        | Színész           | Magyar hang   |
| ----------------------------- | ----------------- | ------------- |
| Harry Dobbs                   | Tom Berenger      | Széles László |
| Stella Wynkowski              | Elizabeth Perkins | n.a           |
| Miss Dolan                    | Anne Archer       | Hámori Eszter |
| Mrs Ellen McGraw              | Kate Capshaw      | n.a           |
| Mrs King                      | Annette O’Toole   | n.a           |
| Frederick King / James McGraw | Ted Levine        | n.a           |
| Doris                         | Ann Magnuson      | Zakariás Éva  |
| Art                           | Kevin J. O’Connor | n.a           |
| Corrine Dart                  | Ruby Dee          | n.a           |
| Marty                         | Barry Miller      | n.a           |
| Rick                          | Neil Young        | n.a           |
| Bellhop                       | Meegan Lee Ochs   | n.a           |
| taxisofőr                     | Gailard Sartain   | n.a           |
| kocsmáros                     | Robert Gould      | n.a           |
| Hiram Culver                  | Dirk Blocker      | n.a           |

## Fogadtatás

### Kritikai visszhang
A film kellemes reakciókat váltott ki a kritikusokból. A Rotten Tomatoeson 78%-os minősítést ért el 9 értékelés alapján. Roger Ebert szerint: „Itt van egy film, amely úgy néz ki, mint egy paródia, úgy hangzik, mint egy paródia, és úgy is játszik, mint egy paródia, de mégsem paródia - mert a műfaj, amelyből gúnyt űz, nem is létezik.” Nicholas Bell azt írta: „Rudolph bizarr univerzuma szándékosan furcsa, olyannyira, hogy Az élvhajhász üdítően ellenáll a könnyű kategorizálásnak, és még akkor is újszerűnek tűnik, ha a várt fináléhoz vezet.”

### Bevétel adatai
A Box Office Mojo szerint a film 1,4 millió dolláros bevételt ért el, a költségvetésről nincs adat.